# Джейми Лий Къртис
Джейми Лий Къртис (на английски: Jamie Lee Curtis) е американска актриса и писателка, носителка на „Оскар“, награда на БАФТА, „Сатурн“ и две награди „Златен глобус“. Номинирана е за награди „Сателит“ и „Еми“. От 1998 г. има звезда на Холивудската алея на славата.

## Биография
Джейми Лий Къртис е родена на 22 ноември 1958 г. в Санта Моника, Калифорния. Баща ѝ Тони Къртис и майка ѝ Джанет Лий са актьори.
Омъжена е за актьора, барон Кристофър Гест (лорд Хейдън-Гест). По тази причина Къртис притежава титлата лейди Хейдън-Гест, но предпочита да не я използва, докато е в САЩ. Говорител е на „Активия“. Има блог в „Хъфингтън Поуст“.

## Кариера
В началото на кариерата си е известна като „царица на писъка“, тъй като участва в множество филми на ужасите, сред които и „Хелоуин“ (1978). Впоследствие Къртис играе роли в различни по жанр филми, като „Смяна на местата“ (1983), „Риба наречена Уанда“ (1988), „Истински лъжи“ (1994) и „Шантав петък“ (2003).
Освен с филмовата си кариера, Къртис е известна и като автор на детски книги. Книгата ѝ Today I Feel Silly, and Other Moods That Make My Day („Днес се чувствам глупаво, и други настроения, които ме правят щастлива“) става бестселър в класация на Ню Йорк Таймс.

## Избрана филмография
| Година | Филм                           | Оригинално заглавие                | Роля                  | Режисьор                   |
| ------ | ------------------------------ | ---------------------------------- | --------------------- | -------------------------- |
| 1978   | Хелоуин                        | The Searchers                      | Лори Строуд           | Джон Карпентър             |
| 1981   | Хелоуин 2                      | Halloween II                       | Лори Строуд           | Рик Розентал               |
| 1982   | Хелоуин 3: Сезонът на вещицата | Halloween III: Season of the Witch | (глас)                | Томи Лий Уолъс             |
| 1983   | Смяна на местата               | Trading Places                     | Офелия                | Джон Ландис                |
| 1991   | Моето момиче                   | My Girl                            | Шели Девото           | Хауърд Зийф                |
| 1994   | Истински лъжи                  | True Lies                          | Хелен Таскър          | Джеймс Камерън             |
| 1998   | Хелоуин: 20 години по-късно    | Halloween H20: 20 Years Later      | Лори Строуд/Кери Тейт | Стив Майнър                |
| 2002   | Хелоуин: Възкресение           | Halloween: Resurrection            | Лори Струд/Кери Тейт  | Лори Строуд                |
| 2003   | Шантав петък                   | Freaky Friday                      | Тес / Ана Коулман     | Марк Уотърс                |
| 2004   | Да пропуснеш Коледа            | Christmas with the Kranks          | Нора Кранк            | Джо Рот                    |
| 2008   | Бевърли Хилс Чихуахуа          | Beverly Hills Chihuahua            | леля Вив              | Раджа Госнел               |
| 2019   | Вземете ножове                 | Knives Out                         | Линда Драйсдейл       | Райън Джонсън              |
| 2022   | Всичко навсякъде наведнъж      | Everything Everywhere All at Once  | Дейдра Боубейдра      | Даниел Куан Даниел Шайнърт |
| 2024   | Последната Шоугърл             | The Last Showgirl                  | Анет                  | Джия Копола                |